# The Meters (album)
| Recensione     | Giudizio        |
| -------------- | --------------- |
| AllMusic       | [ 2 ]           |
| Sputnikmusic   | 3.9 (Excellent) |
| Piero Scaruffi | [ 4 ]           |
| 24.000 dischi  | [ 5 ]           |

The Meters è il primo album dei The Meters, pubblicato dalla Josie Records nel giugno del 1969.

## Tracce

### LP
Brani composti da Leo Nocentelli, Art Neville, George Porter e Joseph Modeliste, eccetto dove indicato
Lato A
1. Cissy Strut – 3:00
2. Here Comes the Meter Man – 2:49
3. Cardova – 4:30
4. Live Wire – 2:35
5. Art – 2:30
6. Sophisticated Cissy – 2:50

Lato B
1. Ease Back – 2:55
2. 6V6 LA – 2:20
3. Sehorns Farm – 2:25
4. Ann – 2:40
5. Stormy – 3:32 (Buddy Buie, James B. Cobb Jr.)
6. Simple Song – 2:56 (Sylvester Stewart)

### CD
Edizione CD del 2001,  pubblicato dalla Rhino Entertainment Company (8122-73543-2)
Brani composti da Leo Nocentelli, Art Neville, George Porter e Joseph Modeliste, eccetto dove indicato
1. Cissy Strut – 3:04
2. Here Comes the Meter Man – 2:54
3. Cardova – 4:32
4. Live Wire – 2:39
5. Art – 2:32
6. Sophisticated Cissy – 2:55
7. Ease Back – 3:13
8. 6V6 LA – 2:24
9. Sehorn's Farm – 2:28
10. Ann – 2:44
11. Stormy – 3:37 (Buddy Buie, James B. Cobb Jr.)
12. Sing a Simple Song – 3:02 (Sylvester Stewart)
13. The Look of Love – 3:36 (Burt Bacharach, Hal David) – Traccia bonus - Brano inedito
14. Soul Machine – 3:26 – Traccia bonus - Brano inedito

## Formazione
- Art Neville - organo
- Leo Nocentelli - chitarra
- George Porter Jr. - basso
- Joseph Zigaboo Modeliste - batteria

Ospiti
- Sconosciuto - sassofono (brano: Soul Machine)

Note aggiuntive
- Allen Toussaint e Marshall E. Sehorn - produttori
- Tim Livinston - manager di produzione
- The Graffiteria - design e fotografie copertina album originale
- Janie Gans - supervisione grafica copertina album originale
- Zenon Montz - fotografia retrocopertina album originale[7]

## Classifica
Album
| Anno | Classifica             | Posizione raggiunta |
| ---- | ---------------------- | ------------------- |
| 1969 | Billboard 200          | 108                 |
| 1969 | Top R&B/Hip-Hop Albums | 23                  |

Singoli
| Anno | Titolo del brano    | Classifica            | Posizione raggiunta |
| ---- | ------------------- | --------------------- | ------------------- |
| 1969 | Cissy Strut         | Billboard Hot 100     | 23                  |
| 1969 | Sophisticated Cissy | Billboard Hot 100     | 34                  |
| 1969 | Cissy Strut         | Hot R&B/Hip-Hop Songs | 4                   |
| 1969 | Sophisticated Cissy | Hot R&B/Hip-Hop Songs | 7                   |